# Luplanté
Luplanté é uma comuna francesa na região administrativa do Centro, no departamento Eure-et-Loir. Estende-se por uma área de 16,25 km². Em 2010 a comuna tinha 391 habitantes (densidade: 24,1 hab./km²).